# 타임 앤 테일즈
타임 앤 테일즈(Time N Tales, TNT)는 엔도어즈에서 개발하고 그라비티에서 퍼블리싱한 타이틀이다. MCC 시스템을 도입하고 있으며, 스토리텔링 형식의 시나리오 방식을 채용하고 있다. 2006년 1월 12일부터 약 5일간의 클로즈베타 테스트를 거치고 같은 해3월 30일부터
오픈베타 서비스를 시작하였다. 그리고 정확히 3년 후인 2009년 3월 30일에 엔도어즈와 그라비티 간의 대한민국에서의 서비스 계약이 끝남에 따라 서비스가 종료되었다. 하지만 타임 앤 테일즈1이 서비스 종료된 이유가 2를 개발하기 위해서라는 말이 퍼지자 다시 팬들이 웅성거리고 있다.